# 茂基配合物

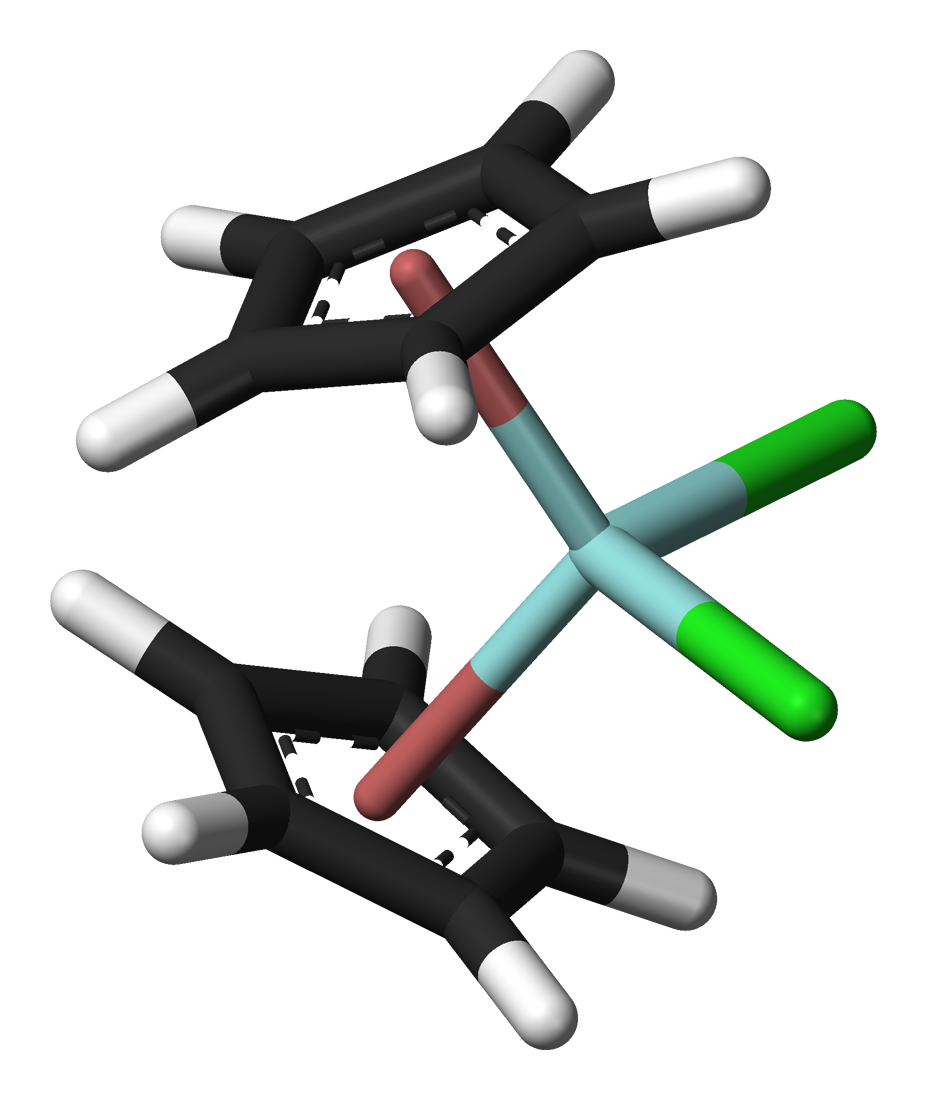
一种金屬茂基配合物——二氯二茂锆

金属茂基配合物是一类含有一个或多个环戊二烯基团（“茂基”，C5H5−，简写为Cp−）的化合物。根据金属原子和环戊二烯基团之间键接方式的不同，金属茂基配合物可以分为三类：π配合物，σ配合物和离子配合物。

## 茂基配体
碱金属茂基配合物会与多种过渡金属化合物反应，生成一系列新的配合物。

## 五甲基环戊二烯基和茂基的比较
五甲基環戊二烯基配体（Cp*）是有机金属化合物中的一种重要配体。

## 五甲基环戊二烯基配合物的合成
能够合成五甲基环戊二烯基金属配合物的代表性反应有：
Cp*H  + C4H9Li  →   Cp*Li  +  C4H10
2 Cp*Li + TiCl4  →   Cp*2TiCl2  + 2 LiCl
Cp*2TiCl2 + TiCl4  →  2 Cp*TiCl3
Cp*Li + Me3SiCl  →  Cp*SiMe3 + LiCl
Cp*SiMe3 + TiCl4 →  Cp*TiCl3  + Me3SiCl
2 Cp*H  +  2 Fe(CO)5   →   [Cp*Fe(CO)2]2  +  H2
某些五甲基环戊二烯基配合物是用六甲基杜瓦苯作为前体制备的，此法曾被用于合成[Rh(C5Me5)Cl2]2。